# Anthrazit (Album)
Anthrazit ist das fünfte Soloalbum des österreichischen Rappers RAF Camora. Es erschien am 25. August 2017 über sein eigenes Label Indipendenza als Standard-Edition und Boxset, inklusive Bonus-EP und Instrumentals.

## Produktion
Das Album wurde u. a. von RAF Camora (9 Songs) selbst sowie von den Musikproduzenten The Cratez (7), Beataura (5), X-plosive (3) und Hamudi (2) produziert.

## Covergestaltung
Das Albumcover nimmt Bezug auf RAF Camoras Texte, in denen er öfter Raben erwähnt. Es zeigt einen als rote Leuchtreklame dargestellten Raben und darüber bzw. darunter die grün leuchtenden Schriftzüge Anthrazit und RAF Camora. Der Hintergrund ist als schwarzes Rabengefieder dargestellt.

## Gastbeiträge
Auf sieben Liedern des Albums sind neben RAF Camora weitere Künstler vertreten. So hat der Rapper Bonez MC Gastauftritte in den Songs Alles probiert, Augenblick und Kontrollieren, wobei auf letzterem ebenfalls die Rapper Gzuz und Maxwell zu hören sind. Roots ist eine Kollaboration mit dem Reggae-Musiker Gentleman, und auf Niemals tritt der Rapper Kontra K in Erscheinung. Auf Money arbeitet RAF Camora mit dem Rapper Ufo361 zusammen, während auf Entertainment der Rapper KC Rebell vertreten ist.
Die Bonus-EP des Boxsets enthält zudem Gastbeiträge der Rapper Joshi Mizu (Alle) und Emirez (Vienna (Remix)). Daneben treten auch die Rapper Gzuz (Ein Mal zuviel) und Maxwell (Alle) erneut in Erscheinung.

## Titelliste
| #  | Titel           | Gastmusiker             | Produzent(en)                    | Länge |
| -- | --------------- | ----------------------- | -------------------------------- | ----- |
| 1  | Anthrazit       |                         | RAF Camora, Beataura             | 2:12  |
| 2  | Vienna          |                         | The Cratez                       | 3:04  |
| 3  | Alles probiert  | Bonez MC                | RAF Camora, Beataura             | 4:39  |
| 4  | Bye, Bye        |                         | RAF Camora, Hamudi               | 3:43  |
| 5  | Primo           |                         | RAF Camora, X-plosive            | 3:23  |
| 6  | Roots           | Gentleman               | Beataura, The Cratez             | 4:03  |
| 7  | Donna Imma      |                         | Irievibrations Records           | 3:16  |
| 8  | Niemals         | Kontra K                | The Cratez, AriBeatz             | 3:21  |
| 9  | Andere Liga     |                         | RAF Camora, Beataura             | 3:42  |
| 10 | Luft            |                         | RAF Camora, Beataura, The Cratez | 2:49  |
| 11 | Money           | Ufo361                  | X-plosive                        | 4:08  |
| 12 | Teflon          |                         | The Cratez, Hamudi               | 3:34  |
| 13 | Augenblick      | Bonez MC                | RAF Camora, The Cratez           | 3:35  |
| 14 | Entertainment   | KC Rebell               | The Cratez                       | 3:29  |
| 15 | Was jetzt       |                         | RAF Camora                       | 3:56  |
| 16 | In meiner Wolke |                         | X-plosive                        | 3:18  |
| 17 | Kontrollieren   | Bonez MC, Gzuz, Maxwell | RAF Camora, Beataura             | 3:21  |

Bonus-EP Schwarze Materie II des Boxsets:
| # | Titel          | Gastmusiker         | Produzent(en) | Länge |
| - | -------------- | ------------------- | ------------- | ----- |
| 1 | Raben          |                     | Beataura      | 3:52  |
| 2 | Celentano      |                     | Beataura      | 3:10  |
| 3 | Alle           | Maxwell, Joshi Mizu | The Cratez    | 4:00  |
| 4 | Ein Mal zuviel | Gzuz                | X-plosive     | 3:43  |
| 5 | Brief          |                     | The Cratez    | 3:15  |
| 6 | Vienna (Remix) | Emirez              | The Cratez    | 2:45  |

+ Instrumentals zu allen Liedern

## Chartplatzierungen und Singles
Anthrazit stieg am 1. September 2017 auf Platz eins in die deutschen Albumcharts ein und belegte in der folgenden Woche Rang sieben. Insgesamt konnte es sich 65 Wochen in den Top 100 halten. Auch in Österreich erreichte das Album die Spitzenposition und platzierte sich 237 Wochen in den Charts. In der Schweizer Hitparade chartete das Album auf Platz fünf und blieb 20 Wochen in den Top 100.
In den deutschen Album-Jahrescharts 2017 belegte es Position 37 sowie in Österreich Platz 21. Auch 2018 konnte sich das Album in Deutschland und Österreich in den Jahrescharts platzieren, auf Rang 30 bzw. 20. Im Jahr 2019 war Anthrazit noch in Österreich auf Position 42 in der Jahreshitparade vertreten.
| ChartsChartplatzierungen | Höchstplatzierung | Wochen |
| ------------------------ | ----------------- | ------ |
| Deutschland (GfK)        | 1 (65 Wo.)        | 65     |
| Österreich (Ö3)          | 1 (237 Wo.)       | 237    |
| Schweiz (IFPI)           | 5 (20 Wo.)        | 20     |

| ChartsJahrescharts (2017) | Platzierung |
| ------------------------- | ----------- |
| Deutschland (GfK)         | 37          |
| Österreich (Ö3)           | 21          |

| ChartsJahrescharts (2018) | Platzierung |
| ------------------------- | ----------- |
| Deutschland (GfK)         | 30          |
| Österreich (Ö3)           | 20          |

| ChartsJahrescharts (2019) | Platzierung |
| ------------------------- | ----------- |
| Österreich (Ö3)           | 42          |

| ChartsJahrescharts (2023) | Platzierung |
| ------------------------- | ----------- |
| Österreich (Ö3)           | 57          |

Die erste Single Kontrollieren wurde am 26. April 2017 zum Download ausgekoppelt und erreichte Platz 11 der deutschen Singlecharts. Am 14. Juli wurde der Song In meiner Wolke veröffentlicht und eine Woche später erschien die dritte Auskopplung Alles probiert, die Position 37 der deutschen Charts belegte. Am 4. August 2017 wurde die vierte Single Bye, Bye ausgekoppelt, die Rang 52 erreichte. Eine Woche vor Albumveröffentlichung folgte die vorletzte Auskopplung Andere Liga, die Platz 20 belegte, und einen Tag vor dem Album erschien die letzte Single Primo, die mit Rang 6 die höchste Position erreichte. Nach Erscheinen des Albums stiegen 14 der 17 Lieder in die deutschen Charts ein.

## Verkaufszahlen und Auszeichnungen
Anfang 2018 wurde Anthrazit in Deutschland und Österreich für mehr als 100.000 bzw. 7.500 verkaufte Einheiten jeweils mit einer Goldenen Schallplatte ausgezeichnet. Im Oktober 2020 folgte in Deutschland die Auszeichnung mit einer Platin-Schallplatte für mehr als 200.000 verkaufte Einheiten.

| Land/Region        | Auszeichnungen für Musikverkäufe (Land/Region, Auszeichnung, Verkäufe) | Verkäufe |
| ------------------ | ---------------------------------------------------------------------- | -------- |
| Deutschland (BVMI) | Platin                                                                 | 200.000  |
| Österreich (IFPI)  | Gold                                                                   | 7.500    |
| Insgesamt          | 1× Gold · 1× Platin ·                                                  | 207.500  |

Auch die Singles Alles probiert und Andere Liga erhielten für je über 200.000 Verkäufe in Deutschland Gold, während Primo und Kontrollieren für je mehr als 400.000 verkaufte Einheiten mit Platin ausgezeichnet wurden. In Österreich wurden die Singles Kontrollieren, Andere Liga und Alles probiert für je 15.000 Einheiten mit Gold ausgezeichnet. Primo erreichte Platin in Österreich (30.000 Verkäufe) und in der Schweiz (20.000 Verkäufe). In der Schweiz konnten zudem Kontrollieren und Andere Liga mit je 10.000 Einheiten den Goldstatus erzielen.

## Rezeption
| Professionelle Bewertungen | Professionelle Bewertungen |
| -------------------------- | -------------------------- |
| Kritiken                   |                            |
| Quelle                     | Bewertung                  |
| laut.de                    | [ 14 ]                     |
| rappers.in                 | [ 15 ]                     |

Jan Ehrhardt von der Internetseite laut.de bewertete Anthrazit mit vier von möglichen fünf Punkten. Das Album sei „absolut hörenswert“ und „die endgültige Emanzipation vom Palmen-Aus-Plastik-Hype“. Es trage „Camoras ganz persönliche Handschrift“ und sei „seine Vision moderner urbaner Musik“. Der Künstler habe „seinen eigenen Stil offensichtlich endgültig gefunden und perfektioniert“.
Auf rappers.in wurde Anthrazit mit nur 2,5 von möglichen sechs Punkten bewertet. RAF Camora lasse zu viele „Ideen ungefiltert in seine Musik einfließen“, „was am Ende einen zähen, schleppenden und monotonen Sound entstehen lässt“. Das Album sei ein „halbherzig zusammengeflickter Musik-Frankenstein, das beim Versuch, alles gleichzeitig zu sein, gar nichts mehr so wirklich ist“.
Alexander Barbian von rap.de bewertete das Album positiv. Anthrazit sei „die Krönung der steinigen und facettenreichen Reise eines Vollblutmusikers“ und ein Werk „auf dem fast jeder Track Hit-Potential hat“.
Steffen Bauer von MZEE schrieb, dass es sich zwar nicht „um einen Totalausfall handelt,“ man jedoch von RAF Camora „bereits weitaus inspiriertere Musik gehört hat.“
laut.de listete Anthrazit auf Platz 19 der besten Rapalben des Jahres 2017.
Bei der Echoverleihung 2018 wurde RAF Camora mit dem Album in der Kategorie Hip-Hop/Urban national nominiert.

## Anthrazit RR
Am 15. Dezember 2017 wiederveröffentlichte RAF Camora das Album inklusive zehn neuer Songs unter dem Titel Anthrazit RR über sein eigenes Label Indipendenza zum kostenlosen Streaming als Dank an die Fans für den großen Erfolg der Alben Anthrazit und Palmen aus Plastik. Das RR im Titel steht für seinen bürgerlichen Namen Raphael Ragucci.

### Produktion
Fünf Lieder des Albums wurden von den Musikproduzenten The Cratez produziert. Drei Instrumentals stammen von X-plosive und zwei von Beataura. Zudem waren RAF Camora selbst, Jimmy Torrio, AriBeatz, Rjacks und Jay Nova an der Produktion beteiligt.

### Covergestaltung
Das Albumcover zeigt das gleiche Motiv wie Anthrazit – einen als Leuchtreklame dargestellten Raben und darüber den Schriftzug RAF Camora, hier jedoch gelb leuchtend auf schwarzem Hintergrund. Rechts unten im Bild befindet sich der Schriftzug Anthrazit RR.

### Gastbeiträge
Auf drei Liedern des Albums sind neben RAF Camora weitere Künstler vertreten. So hat der Rapper Bonez MC Gastauftritte in den Songs Realität und Waffen, wobei auf letzterem ebenfalls die Rapper Gzuz und Ufo361 zu hören sind. Zudem ist Verkauft eine Kollaboration mit dem Musiker Bausa.

### Titelliste
| #  | Titel                   | Gastmusiker            | Produzent                        | Länge |
| -- | ----------------------- | ---------------------- | -------------------------------- | ----- |
| 1  | Intro                   |                        | Beataura                         | 2:19  |
| 2  | Sag nix                 |                        | AriBeatz, The Cratez, RAF Camora | 3:08  |
| 3  | Gotham City             |                        | The Cratez, RAF Camora, Rjacks   | 2:27  |
| 4  | Serenade                |                        | Jay Nova, The Cratez             | 3:55  |
| 5  | Realität                | Bonez MC               | Beataura                         | 4:15  |
| 6  | Turbo                   |                        | X-plosive                        | 3:05  |
| 7  | Waffen                  | Ufo361, Gzuz, Bonez MC | The Cratez, Jimmy Torrio         | 4:28  |
| 8  | Verkauft                | Bausa                  | The Cratez, Jimmy Torrio         | 3:19  |
| 9  | Innocent                |                        | X-plosive                        | 3:06  |
| 10 | Therapie nach Anthrazit |                        | X-plosive                        | 2:54  |

### Chartplatzierungen und Singles
Das Album selbst konnte nicht in die Charts einsteigen, da die Streamings zum ursprünglichen Album Anthrazit gezählt wurden, das in dieser Woche von Platz 63 auf Rang 29 in den deutschen Charts stieg und drei Wochen später Position 11 erreichte.
Die erste Single Turbo wurde am 23. November 2017 zum Streaming ausgekoppelt, gefolgt vom Song Verkauft (feat. Bausa) am 29. November. Am 7. Dezember 2017 erschien ein Musikvideo zu Sag nix, das auf Platz 6 in die deutschen Charts einstieg. Am 13. Dezember folgte ein zweites Video zu Gotham City, das Rang 9 der Charts erreichte. Nach Albumveröffentlichung stiegen auch die Songs Waffen (# 21) und Verkauft (# 64) in die Top 100 ein.
Die beiden Singles Sag nix und Gotham City erreichten in Deutschland für je 200.000 Verkäufe und in Österreich für je 15.000 Verkäufe eine Goldene Schallplatte. Zudem erreichte in Deutschland der Song Waffen im Oktober 2020 Goldstatus.

### Rezeption
| Professionelle Bewertungen | Professionelle Bewertungen |
| -------------------------- | -------------------------- |
| Kritiken                   |                            |
| Quelle                     | Bewertung                  |
| laut.de                    | [ 23 ]                     |

Robin Schmidt von der Internetseite laut.de bewertete Anthrazit RR mit vier von möglichen fünf Punkten. RAF Camora überzeuge durch „Persönlichkeit“ und seine „authentische Art“. Jeder Song besitze „ein Alleinstellungsmerkmal“. Das Album zeige erneut „seine sich selbst hinterfragende Haltung und sein beeindruckendes musikalisches Gespür“.